# Saintongeoise
 (novembre 2009).
Si vous disposez d'ouvrages ou d'articles de référence ou si vous connaissez des sites web de qualité traitant du thème abordé ici, merci de compléter l'article en donnant les références utiles à sa vérifiabilité et en les liant à la section « Notes et références ».
La saintongeoise est une petite coiffe ronde à rubans, portée dans le nord de la Saintonge.
Son nom tire du comté où elle trôna tout le long du XIXe siècle.
D'une grande diversité, chaque village avait sa saintongeoise, d'où le nœud variait de plis, forme, d'accessoires aussi. Un bijou en or était souvent piqué dans le nœud, en signe de richesse et portait de long rubans (16 cm sur 50 cm) en satin ou en moire brochée.
En règle générale, la saintongeoise était montée sur une bonnette (ou béguin), recouverte de satin bleu pour les jeunes filles, et crème pour la mariée ou la femme mariée.
Lors de son mariage, la femme portait la plus belle coiffe de sa vie. Elle était ornée d'une chenille de soie et les broderies et rubans étaient particulièrement travaillés.
Parfois, une plume était ajoutée, voire une dentelle de Chantilly, à l'extrémité des rubans.